# とわだ (補給艦)
とわだ（ローマ字：JS Towada、AOE-422）は、海上自衛隊の補給艦。とわだ型補給艦の1番艦。艦名は十和田湖に由来する。
本記事は、本艦の艦歴について主に取り扱っているため、性能や装備等の概要についてはとわだ型補給艦を参照されたい。

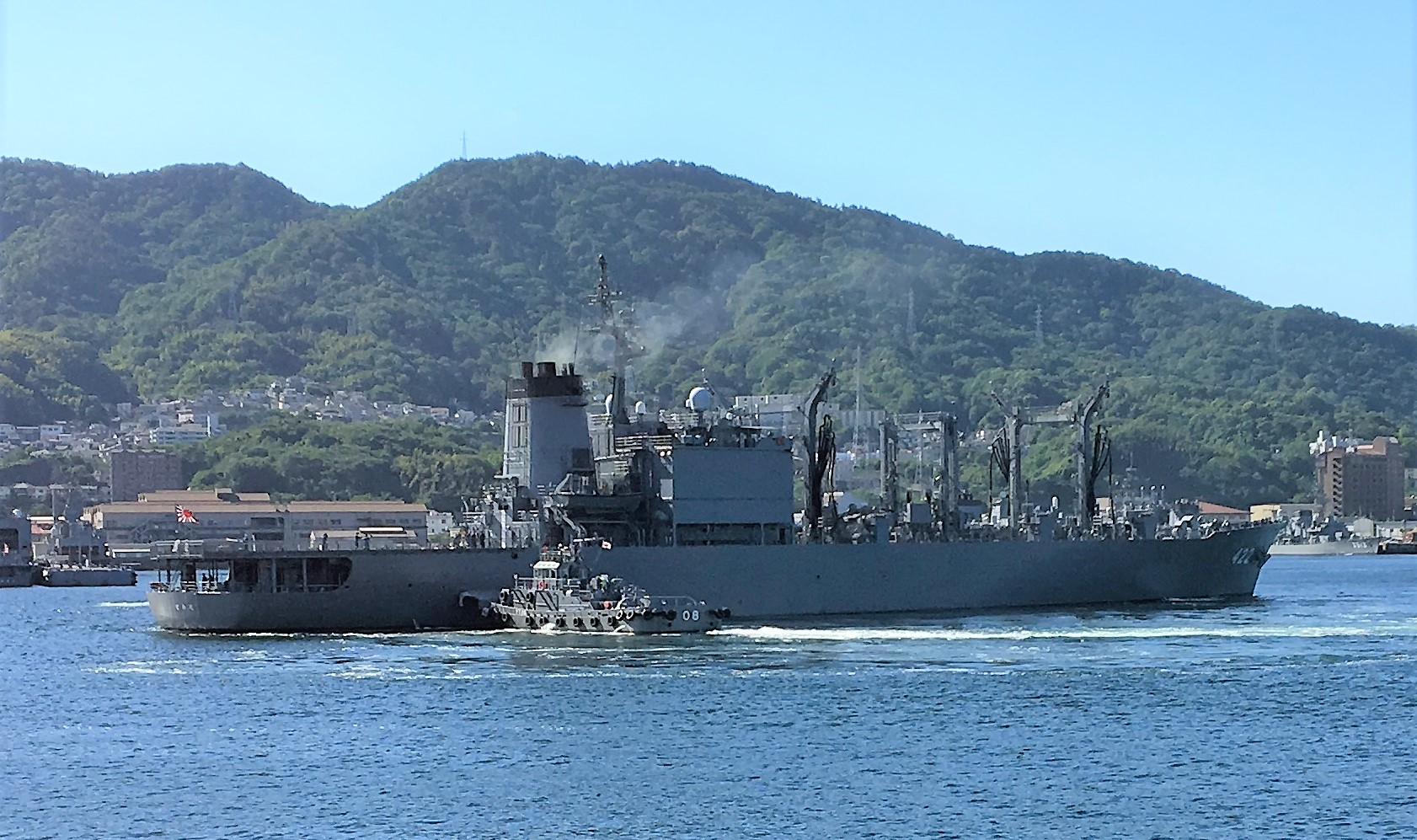
呉基地に入港する補給艦とわだ

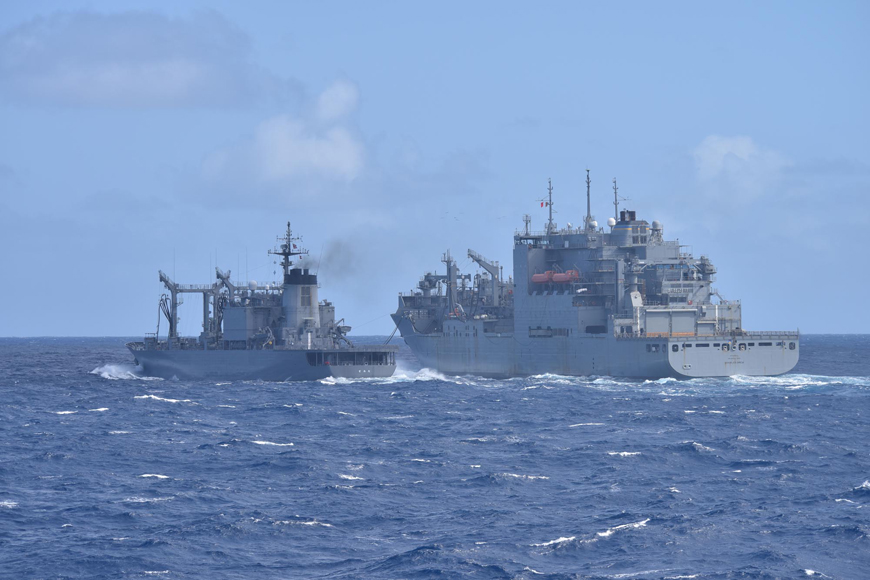
日米共同訓練を実施中の「とわだ」と米海軍貨物弾薬補給艦「チャールズ・ドリュー」

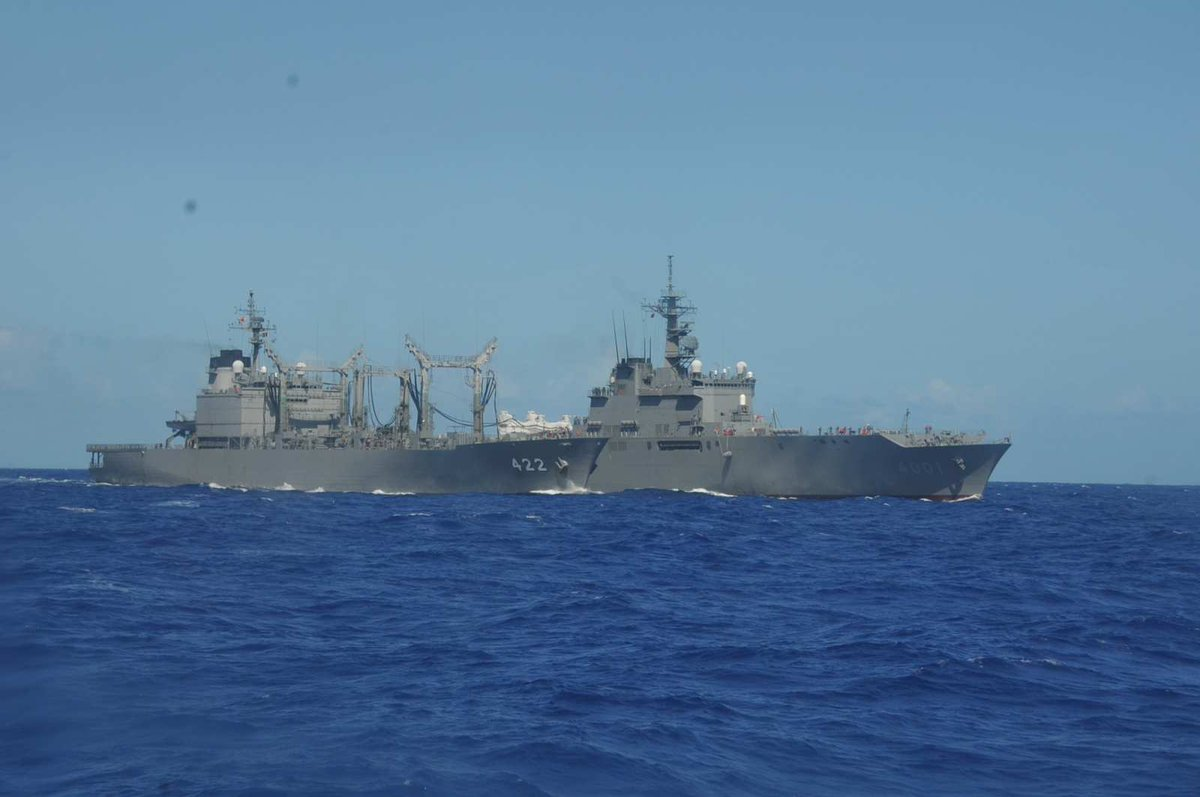
トンガ復興支援に進出中の輸送艦「おおすみ」に洋上補給を実施中の「とわだ」

## 艦歴
「とわだ」は、中期業務見積もりに基づく昭和59年度計画8,100トン型補給艦4012号艦として、日立造船舞鶴工場で1985年4月17日に起工され、1986年3月26日に進水、1987年3月24日に就役し、自衛艦隊に直轄艦として編入され呉に配備された。
1990年4月6日、護衛艦「はるな」、「さわかぜ」、「みねゆき」、「あさゆき」、「しまゆき」、「はまゆき」、「いそゆき」、「しまかぜ」、潜水艦「もちしお」とともにハワイ、サンディエゴ方面に派遣され、4月26日から6月2日まで、環太平洋合同演習（リムパック90）に参加した。
1992年2月24日～2月29日、鹿児島南方海域で実施された第76次対潜特別訓練ASWEXに護衛艦「くらま」、「たちかぜ」、「さわかぜ」、「まつゆき」、潜水艦、航空機若干とともに参加した。同年、自衛隊カンボジア派遣のためにカンボジア派遣海上輸送補給部隊を編成、9月に出港し途中で輸送艦「みうら」・「おじか」と合流し、10月2日にカンボジアのシハヌークヴィル港に入港した。12月25日に呉に帰港。
1994年6月24日、護衛艦隊に直轄艦として編入された。
1999年11月7日、横須賀周辺および相模湾にて在外邦人等輸送訓練を行う。この訓練では他に「しらね（DDH-143）」、「むらさめ（DD-101）」、「あまぎり（DD-154）」、「うらが（MST-463）」の艦艇、陸上自衛隊からは第1空挺団で編成された誘導隊が参加した。
テロ対策特別措置法及び新テロ特措法に基づくインド洋給油活動にこれまで7回参加している。派遣実績及び同時派遣された艦艇は次のとおり。
1. 2001年（平成13年）11月25日 - 2002年（平成14年）4月25日：護衛艦「さわぎり」
2. 2002年（平成14年）7月24日 - 2003年（平成15年）1月3日：護衛艦「ゆうだち」
3. 2003年（平成15年）7月15日 - 11月19日：護衛艦「はるな」・「あさぎり」
4. 2004年（平成16年）3月14日 - 9月19日：護衛艦「こんごう」・護衛艦「ありあけ」
5. 2005年（平成17年）3月31日 - 9月8日：護衛艦「しまかぜ」・護衛艦「ゆうだち」
6. 2006年（平成18年）11月12日 - 2007年（平成19年）4月26日：護衛艦「まきなみ」
7. 2008年（平成20年）11月10日 - 2009年（平成21年）4月27日：護衛艦「ありあけ」

2006年4月3日、護衛艦隊隷下に第1海上補給隊が新編され編入された。
2007年7月、永久保存されるはずの航泊日誌2003年7月～11月分を誤って破棄してしまい、同年10月16日に防衛省は艦長や船務長などの処分を発表した。
2013年11月17日、台風30号によって甚大な被害を受けたフィリピンを救援するために呉基地を出港。本艦は輸送艦「おおすみ」と護衛艦「いせ」への給油などを担当し、途中で後発の「おおすみ」「いせ」と合流した後、11月22日、レイテ湾に到着、救援物資輸送や医療、防疫活動を実施し、12月20日に帰国した。
2018年7月に発生した平成30年7月豪雨をうけて、7月8日から17日まで呉基地係船堀地区で被災者への入浴・給水支援を実施した。入浴支援の対象は主に呉市在住の男性。
2018年7月31日深夜、東シナ海の公海上（上海の南南東約400kmの沖合）で北朝鮮船籍のタンカー「NAM SAN 8（ナム サン 8）号」（IMO番号：8122347）と船籍不明の船舶が、国連安保理決議で禁止されている「瀬取り」とみられる作業を行っていたことを確認した。
当該船籍不明の船舶については、横付け時点～分離後も中国国旗とみられる旗を掲揚していたことを確認した。
なお「NAM SAN 8号」は、2018年3月に国連安保理北朝鮮制裁委員会から資産凍結・入港禁止の対象に指定された船舶である。
2021年2月13日、沖縄周辺海域において、米海軍貨物弾薬補給艦「チャールズ・ドリュー」と日米共同訓練（ILEX21-1）を実施した。
2023年11月28日、沖縄周辺海域においてインド海軍コルベット「カドマット」と、同年12月7日にも九州南方海域において、再びインド海軍コルベット「カドマット」と日印共同訓練を実施した。訓練項目はいずれも洋上補給、通信訓練及びPHOTOEX。
2023年12月8日から12月12日にかけて屋久島沖米軍オスプレイ墜落事故に伴い自主派遣。同じく自主派遣された艦艇や自衛隊部隊、海上保安庁などと共に捜索救難活動に従事。機体の一部などを発見揚収するなどした。
現在は、護衛艦隊第1海上補給隊に所属し、定係港は呉である。

### 歴代艦長
| 代       | 氏名       | 在任期間                | 出身校・期            | 前職                                          | 後職                                      | 備考                            |
| 艤装員長 | 艤装員長   | 艤装員長                | 艤装員長              | 艤装員長                                      | 艤装員長                                  | 艤装員長                        |
| -------- | ---------- | ----------------------- | --------------------- | --------------------------------------------- | ----------------------------------------- | ------------------------------- |
| -        | 山下 知    | 1986.3.26 - 1987.3.23   | 防大2期               | はまな艦長                                    | とわだ艦長                                |                                 |
| 艦長     |            |                         |                       |                                               |                                           |                                 |
| 01       | 山下 知    | 1987.3.24 - 1988.3.15   | 防大2期               | とわだ艤装員長                                | 舞鶴警備隊司令                            |                                 |
| 02       | 朝井清澄   | 1988.3.16 - 1989.2.28   |                       | 第2海上訓練指導隊付                           | 東京業務隊付                              | 2等海佐                         |
| 03       | 向井正興   | 1989.3.1 - 1991.6.30    | 防大7期               | 第2海上訓練指導隊副長 兼 指導部長 兼 砲雷科長 | 大湊地方総監部監察官                      | 2等海佐                         |
| 04       | 土手義孝   | 1991.7.1 - 1993.3.23    | 防大8期               | たちかぜ艦長                                  | 海上自衛隊第1術科学校 教育第1部長         |                                 |
| 05       | 竹重孝一   | 1993.3.24 - 1994.8.29   | 防大10期              | しらね艦長                                    | 海上自衛隊第1術科学校 教育第2部長         | 就任時2等海佐 1993.7.1、1等海佐 |
| 06       | 古沢 稔    | 1994.8.30 - 1997.3.25   | 防大11期              | ひえい艦長                                    | 大湊基地業務隊司令                        | 2等海佐                         |
| 07       | 成影 務    | 1997.3.26 - 1999.3.31   | 防大14期              | くらま艦長                                    | おおすみ艦長                              |                                 |
| 08       | 武智公司   | 1999.4.1 - 2001.4.1     | 防大15期              | 海上自衛隊第1術科学校 研究部長                | 第27護衛隊司令                            |                                 |
| 09       | 江見雅博   | 2001.4.2 - 2002.5.19    | 神戸商船大・ 28期幹候 | はたかぜ艦長                                  | 海上自衛隊幹部学校 図演装置運用課運用班長 |                                 |
| 10       | 外村尚敏   | 2002.5.20 - 2003.11.30  | 防大19期              | 阪神基地隊                                    | 舞鶴地方総監部管理部長                    |                                 |
| 11       | 小島英伸   | 2003.11.21 - 2005.2.28  | 防大18期              | 舞鶴地方総監部監察官                          | 自衛艦隊司令部                            |                                 |
| 12       | 山下正和   | 2005.3.1 - 2007.5.9     | 防大19期              | くろべ艦長                                    |                                           | 2等海佐                         |
| 13       | 山口彰二   | 2007.5.10 - 2008.7.31   | 防大22期              |                                               |                                           | 2等海佐                         |
| 14       | 徳永明洋   | 2008.8.1 - 2009.12.14   | 防大21期              | 大湊地方総監部監察官                          |                                           | 2等海佐                         |
| 15       | 橋向亮介   | 2009.12.15 - 2012.4.1   |                       | はるさめ艦長                                  | 舞鶴地方総監部付                          | 就任時2等海佐 2010.7.1、1等海佐 |
| 16       | 大保信一郎 | 2012.4.2 - 2013.5.12    | 防大26期              | 呉海上訓練指導隊副長 兼 指導部長              | 呉基地業務隊付                            | 2等海佐                         |
| 17       | 柴田公雄   | 2013.5.13 - 2014.12.18  | 防大26期              | 舞鶴海上訓練指導隊副長 兼 指導部長            | 東京業務隊付                              | 2等海佐                         |
| 18       | 保苅秀之   | 2014.12.19 - 2016.10.13 | 37期幹候              | 海上自衛隊第1術科学校主任教官 兼 研究部員     | 大湊海上訓練指導隊副長                    | 2等海佐                         |
| 19       | 林 泰弘    | 2016.10.14 - 2018.12.9  | 防大30期              | 呉海上訓練指導隊副長 兼 指導部長              | 阪神基地隊付                              | 2等海佐                         |
| 20       | 渡邊秀幸   | 2018.12.10 - 2020.8.2   | 防大35期              | 舞鶴海上訓練指導隊副長 兼 指導部長            | おおすみ艦長                              | 2等海佐                         |
| 21       | 藤井健志   | 2020.8.3 - 2022.12.11   | 防大33期              | 護衛艦隊司令部付                              | 横須賀基地業務隊付                        | 2等海佐                         |
| 22       | 雄山誠司   | 2022.12.12 - 2024.6.2   | 防大35期              | 護衛艦隊司令部                                | 海上自衛隊第1術科学校研究部長             | 2等海佐                         |
| 23       | 村田光崇   | 2024.6.3 -              | 防大42期              | 大湊海上訓練指導隊副長 兼 指導部長            |                                           | 2等海佐                         |